# アキラ・コラサニ
アキラ・コラサニ（Akira Corassani 、1982年8月27日 - ）は、スウェーデンの男性総合格闘家。スコーネ県ルンド出身。ヘンゾ・グレイシー柔術アカデミー所属。テコンドー黒帯。アキラ・コラッサーニとも表記される。

## 来歴
テコンドーとブラジリアン柔術の格闘技経験を持つ。

### TUF
2011年、リアリティ番組「The Ultimate Fighter」のシーズン14に参加。マイケル・ビスピン率いるチーム・ビスピンに所属。フェザー級トーナメント1回戦でチーム・ミラーのダスティン・ニースを判定で下すも、準決勝でデニス・バミューデスに一本負けを喫した。

### UFC
2012年9月29日、UFC初参戦となったUFC on Fuel TV 5でアンディ・オーグルと対戦し、2-1の判定勝ちを収めた。
2014年4月16日、UFC Fight Night: Bisping vs. Kennedyでフェザー級ランキング6位のダスティン・ポイエーと対戦し、スタンドパンチ連打でTKO負け。ファイト・オブ・ザ・ナイトを受賞した。
2015年1月24日、スウェーデンで開催されたUFC on FOX 14でサム・シシリアと対戦し、右フックでKO負け。3連敗となり試合後に引退を表明した。

## 戦績
| 総合格闘技 戦績 | 総合格闘技 戦績 | 総合格闘技 戦績 | 総合格闘技 戦績 | 総合格闘技 戦績 | 総合格闘技 戦績 | 総合格闘技 戦績 |
| --------------- | --------------- | --------------- | --------------- | --------------- | --------------- | --------------- |
| 19 試合         | (T)KO           | 一本            | 判定            | その他          | 引き分け        | 無効試合        |
| 12 勝           | 1               | 3               | 7               | 1               | 0               | 1               |
| 6 敗            | 6               | 0               | 0               | 0               | 0               | 1               |

| 勝敗 | 対戦相手             | 試合結果                            | 大会名                                | 開催年月日     |
| ×    | サム・シシリア       | 1R 3:26 KO（右フック）              | UFC on FOX 14: Gustafsson vs. Johnson | 2015年1月24日  |
| ×    | マックス・ホロウェイ | 1R 3:11 KO（右ストレート→パウンド） | UFC Fight Night: Nelson vs. Story     | 2014年10月4日  |
| ×    | ダスティン・ポイエー | 2R 0:42 TKO（スタンドパンチ連打）   | UFC Fight Night: Bisping vs. Kennedy  | 2014年4月16日  |
| ○    | マキシモ・ブランコ   | 1R 0:25 反則（グラウンドの膝蹴り）  | The Ultimate Fighter 18 Finale        | 2013年11月30日 |
| ○    | ロビー・ペラルタ     | 5分3R終了 判定3-0                   | UFC on Fuel TV 9: Mousasi vs. Latifi  | 2013年4月6日   |
| ○    | アンディ・オーグル   | 5分3R終了 判定2-1                   | UFC on Fuel TV 5: Struve vs. Miocic   | 2012年9月29日  |

## 表彰
- UFC ファイト・オブ・ザ・ナイト（1回）